# Мускатевиц, Марк
Марк Муска́тевиц (нем. Marc Muskatewitz; род. 28 января 1996, Баден-Баден, Баден-Вюртемберг) — немецкий кёрлингист.
В составе мужской сборной Германии участник чемпионатов мира и Европы, чемпион Европы (2024). В составе юниорской сборной Германии участник юниорских первенств Европы. Чемпион Германии среди мужчин и юниоров.
Играет на позиции четвёртого. Скип команды.

## Достижения
- Чемпионат Европы по кёрлингу: золото (2024).
- Чемпионат Германии по кёрлингу среди мужчин: золото (2016).
- Чемпионат Германии по кёрлингу среди юниоров: золото (2013, 2014), серебро (2011), бронза (2012).[4]

## Команды
| Сезон   | Четвёртый        | Третий            | Второй             | Первый            | Запасной               | Тренер                                            | Турниры                                           |
| ------- | ---------------- | ----------------- | ------------------ | ----------------- | ---------------------- | ------------------------------------------------- | ------------------------------------------------- |
| 2013—14 | Марк Мускатевиц  | Даниэль Ротбаллер | Михаэль Хольцингер | Пирмин Шликке     | Себастьян Освальд      | Катя Вайссер                                      | ПЕЮ 2014 (5 место)                                |
| 2013—14 | Марк Мускатевиц  | Даниэль Ротбаллер | Михаэль Вист       | Себастьян Освальд |                        |                                                   | ЧГЮ 2014                                          |
| 2013—14 | Марк Мускатевиц  | Кевин Больд       | Мике Бурба         | Кристоф Шмидт     | Ханс-Йоахим Бурба      |                                                   | ЧГМ 2014 (4 место)                                |
| 2014—15 | Александр Бауман | Мануэль Вальтер   | Марк Мускатевиц    | Себастьян Швейцер | Йорг Энгессер          | Мартин Байзер                                     | ЧЕ 2014 (8 место)                                 |
| 2014—15 | Марк Мускатевиц  | Даниэль Ротбаллер | Михаэль Вист       | Себастьян Швейцер | Мерлин Литке           | Томас Липс                                        | ПЕЮ 2015 (5 место)                                |
| 2015—16 | Александр Бауман | Мануэль Вальтер   | Марк Мускатевиц    | Себастьян Швейцер | Даниэль Ротбаллер (ЧМ) | Томас Липс                                        | ЧЕ 2015 (6 место) · ЧГМ 2016 · ЧМ 2016 (12 место) |
| 2016—17 | Марк Мускатевиц  | Сикстен Тотцек    | Ян-Лука Хаг        | Марк Вайлер       | Магнус Сутор           | Вольфганг Бурба                                   | ЧМЮ-Б 2017 (4 место)                              |
| 2018—19 | Марк Мускатевиц  | Сикстен Тотцек    | Даниэль Нойнер     | Райан Шеррард     | Себастьян Швейцер      | Мартин Байзер                                     | ЧЕ 2018 (4 место)                                 |
| 2018—19 | Марк Мускатевиц  | Даниэль Нойнер    | Доминик Грайндль   | Райан Шеррард     | Беньямин Капп          | Анди Капп                                         | ЧМ 2019 (8 место)                                 |
| 2019—20 | Марк Мускатевиц  | Сикстен Тотцек    | Джошуа Сутор       | Доминик Грайндль  | Беньямин Капп          | Ули Капп, Лукас Фрич                              | ЧЕ 2019 (7 место)                                 |
| 2020—21 | Сикстен Тотцек   | Марк Мускатевиц   | Джошуа Сутор       | Доминик Грайндль  | Клаудиус Харш          | Ули Капп, Маттиас Симон                           | ЧМ 2021 (10 место)                                |
| 2021—22 | Сикстен Тотцек   | Марк Мускатевиц   | Джошуа Сутор       | Доминик Грайндль  | Магнус Сутор           | Ули Капп, Хольгер Хёне (ЧЕ), Ули Сутор (квал-ЗОИ) | ЧЕ 2021 (8 место) ЗОИ 2022 (квал. 2021) (9 место) |
| 2021—22 | Сикстен Тотцек   | Марк Мускатевиц   | Джошуа Сутор       | Доминик Грайндль  | Беньямин Капп          | Ули Капп, Маттиас Симон                           | ЧМ 2022 (7 место)                                 |
| 2022—23 | Сикстен Тотцек   | Клаудиус Харш     | Магнус Сутор       | Доминик Грайндль  | Марк Мускатевиц        | Ульрих Капп                                       | ЧМ 2023 (9 место)                                 |
| 2023—24 | Марк Мускатевиц  | Беньямин Капп     | Феликс Мессенцель  | Йоханнес Шойерль  | Марио Тревизиоль       | Райан Шеррард                                     | ЧМ 2024 (5 место)                                 |
| 2024—25 | Марк Мускатевиц  | Беньямин Капп     | Феликс Мессенцель  | Йоханнес Шойерль  | Марио Тревизиоль       | Райан Шеррард                                     | ЧЕ 2024 · ЧМ 2025 (8 место)                       |

(скипы выделены полужирным шрифтом)